# High As Hope
High As Hope é o quarto álbum de estúdio da banda inglesa Florence + the Machine, lançado em 29 de junho de 2018 através da Virgin EMI Records.
O álbum foi produzido pela própria Florence Welch, ao lado de Emile Haynie. Sucedendo How Big, How Blue, How Beautiful (2015), High As Hope apresenta uma produção mais minimalista e despojada, e explora temas como mágoas, família e a descoberta de conforto na solidão. O álbum recebeu críticas positivas após o lançamento, com críticos de música elogiando a performance vocal e o lirismo pessoal de Welch.

## Antecedentes e gravação
Em 18 de abril de 2017, o vocalista do Cold War Kids, Nathan Willet, insinuou que o quarto álbum do Florence and the Machine estava sendo gravado ao manifestar que ela havia colaborado com Florence Welch. A notícia foi confirmada pela própria Florence em 27 de maio de 2017, em uma entrevista para o The Daily Telegraph. Em 28 de fevereiro de 2018, o baterista da banda, Christopher Hayden, anunciou via Instagram que havia saído da banda.
Em março de 2018, o site holandês do Record Store Day revelou que um novo single da banda seria lançado em 21 de abril de 2018, intitulado "Sky Full of Song". O single foi lançado em 12 de abril. A música é acompanhada de um vídeo, que foi dirigido por AG Rojas. Em 6 de abril, a BBC anunciou que a banda seria atração principal do BBC Music Biggest Weekend em 26 de maio, onde espera-se que a banda lance material novo. A banda tem shows marcados para 2018.
Ao falar sobre o título e os temas explorados no álbum em uma entrevista com a Universal Music, Florence Welch comentou: "Há solidão neste álbum, e há problemas, dor e coisas com as quais lutei, mas o sentimento predominante é que eu tenho esperança nessas questões, e foram elas que me levaram a esse título; Eu ia chamá-lo 'The End of Love', que na verdade vi como uma coisa positiva, pois era o fim de um tipo de amor carente, o fim de um amor que vem de um lugar de carência. É sobre um amor que é maior e mais abrangente, o que leva muito tempo a ser explicado. Podia soar negativo, mas eu não pensei dessa forma".
"The End of Love" aborda o suicídio de sua avó materna, que também é tema principal da faixa "Only if For A Night" de Ceremonials).

## Faixas
| N.º            | Título                 | Compositor(es)                                            | Produtor(es)                      | Duração |  |
| 1.             | "June"                 | Florence Welch                                            | Emile Haynie · Welch · Brett Shaw | 3:41    |  |
| 2.             | "Hunger"               | Welch · Emile Haynie · Thomas Bartlett · Tobias Jesso Jr. | Haynie · Welch                    | 3:34    |  |
| 3.             | "South London Forever" | Welch · Shaw                                              | Haynie · Welch · Shaw             | 4:22    |  |
| 4.             | "Big God"              | Welch · Jamie Smith                                       | Haynie · Welch · Shaw             | 4:01    |  |
| 5.             | "Sky Full of Song"     | Welch · Haynie · Bartlett                                 | Haynie · Welch · Doveman          | 3:46    |  |
| 6.             | "Grace"                | Welch · Haynie · Bartlett                                 | Haynie · Welch · Shaw             | 4:48    |  |
| 7.             | "Patricia"             | Welch · Haynie · Bartlett                                 | Haynie · Welch · Shaw             | 3:37    |  |
| 8.             | "100 Years"            | Welch                                                     | Haynie · Welch · Shaw             | 4:58    |  |
| 9.             | "The End of Love"      | Welch · Jesso Jr.                                         | Haynie · Welch · Jesso Jr.        | 4:41    |  |
| 10.            | "No Choir"             | Welch                                                     | Haynie · Welch                    | 2:29    |  |
| Duração total: | Duração total:         | Duração total:                                            | Duração total:                    | 39:57   |  |

## Recepção

### Crítica profissional
| Críticas profissionais | Críticas profissionais |
| Pontuações agregadas   | Pontuações agregadas   |
| Fonte                  | Avaliação              |
| ---------------------- | ---------------------- |
| Metacritic             | 75/100                 |
| Avaliações da crítica  |                        |
| Fonte                  | Avaliação              |
| AllMusic               | [ 9 ]                  |
| The A.V. Club          | B                      |
| Consequence of Sound   | B-                     |
| Exclaim!               | 8/10                   |
| The Guardian           | [ 13 ]                 |
| The Independent        | [ 14 ]                 |
| Pitchfork              | 5.7/10                 |
| PopMatters             | [ 16 ]                 |
| Rolling Stone          | [ 17 ]                 |
| The Telegraph          | [ 18 ]                 |

High as Hope recebeu avaliações positivas dos críticos no seu lançamento, com elogios sendo feitos ao vocal de Welch, o tema e a produção minimalista. No agregador de resenhas Metacritic, o álbum recebeu uma nota 75 (de 100), baseada em 26 resenhas profissionais, indicando uma "recepção favorável". Escrevendo para o The Telegraph, Neil McCormick deu ao álbum uma nota perfeita, afirmando que "o canto de Welch é extraordinário, mudando a suavidade melancólica para a exultação de alta potência. Cada trepidação, rosnado e trinado parece perfeitamente bem colocado". Roisin O'Connor do The Independent deu ao álbum uma nota de quatro estrelas, elogiando várias canções, dizendo que "Grace é uma carta de amor comovente para sua irmã mais nova, que pede perdão por seu comportamento caótico e passado. [...] A voz de Welch entra com harmonias maravilhosamente texturizadas, desdobrando-se elegantemente enquanto ele detalha um relacionamento terminado com lembranças agridoces". Neil Z. Yeung do AllMusic escreveu: "Direto e reconhecivelmente humano, High as Hope pode não ser a versão mais empolgante de Welch de seus álbuns anteriores, mas como um documento de seu crescimento pessoal, é um estudo cativante e sincero da verdade e auto-reflexão."
Em uma análise menos entusiástica, a NME deu ao High as Hope três estrelas de cinco e chamou o álbum de "seguro", afirmando que "Despida para os ossos da sua alma e do sentimento, sua verdade brilha – e há uma beleza nisso. A única coisa que o impede é a falta de risco, mas ainda há muito conforto na familiaridade.” Similarmente, o crítico da Slant Magazine, Josh Goller, também deu ao álbum três estrelas de cinco, e disse: "Welch amplia o escopo da música de uma batalha pessoal específica com um transtorno alimentar para uma ênfase mais ampla no desejo universal de amor e aceitação, mas afirmações banais sobre a natureza destrutiva da fama e das drogas são emblemáticas da tendência geral do álbum, refugiando de sentimentos abrangentes e generalizados. Welch estabelece um equilíbrio mais efetivo entre o pessoal e o universal em "Big God".

### Performance comercial
No Reino Unido, High as Hope estreou na segunda posição nas paradas de sucesso (o UK Albums Chart), vendendo mais de 40 000 unidades em sua primeira semana. Já nos Estados Unidos, o álbum também estreou na segunda posição dos mais vendidos da Billboard 200, com 84 000 unidades comercializadas. Foi o terceiro álbum da Florence and the Machine a estrear no Top 10 nos EUA.

## Tabelas musicais
| Paradas (2018)                        | Melhor posição |
| ------------------------------------- | -------------- |
| Austrália (ARIA)                      | 2              |
| Bélgica (Ultratop Flandres)           | 1              |
| Bélgica (Ultratop Valônia)            | 6              |
| Países Baixos (Dutch Charts)          | 6              |
| Finlândia (Suomen virallinen lista)   | 16             |
| Alemanha (Offizielle Deutsche Charts) | 5              |
| Irlanda (IRMA)                        | 2              |
| Itália (FIMI)                         | 6              |
| Nova Zelândia (RMNZ)                  | 2              |
| Noruega (VG-lista)                    | 5              |
| Escócia (Official Scottish Albums)    | 1              |
| Suécia (Sverigetopplistan)            | 9              |
| Reino Unido (Official Albums Chart)   | 2              |
| Estados Unidos (Billboard 200)        | 2              |